# Stypułki-Święchy
Stypułki-Święchy – wieś w Polsce położona w województwie podlaskim, w powiecie wysokomazowieckim, w gminie Kobylin-Borzymy.
| SIMC    | Nazwa             | Rodzaj    |
| ------- | ----------------- | --------- |
| 0399309 | Stypułki-Koziołki | część wsi |

W latach 1975–1998 miejscowość administracyjnie należała do województwa łomżyńskiego.
Wierni kościoła rzymskokatolickiego należą do parafii św. Stanisława Biskupa i Męczennika w Kobylinie-Borzymach.

## Historia
Miejscowość wzmiankowana w aktach sądowych ziemi bielskiej w roku 1524 i 1527.
W roku 1827 wieś liczyła 12 domów i 67 mieszkańców. Pod koniec XIX w. wieś drobnoszlachecka, gmina Piszczaty, parafia Kobylin.
W 1921 r. we wsi 11 budynków z przeznaczeniem mieszkalnym oraz 66 mieszkańców (37 mężczyzn i 29 kobiet). Wszyscy podali narodowość polską. W Stypułkach-Koziołkach były 3 domy i 22 mieszkańców (10 mężczyzn i 12 kobiet).

## Podstawowe informacje o miejscowości
Wieś położona jest w pobliżu rzeki Śliny wpadającej do Narwi. Przez Czajki można dojechać do drogi wojewódzkiej nr 671. Do oddalonej o 10 km Starej Rusi, leżącej przy drodze wojewódzkiej nr 678, dojazd przez Stypułki-Szymany i Jamiołki-Piotrowięta.
We wsi znajduje się szkoła podstawowa.